# Pluréalisme
Le pluréalisme est un mouvement poétique qui a émergé en Haïti dans les années 1970, à la suite de la publication en janvier 1973 du Manifeste du mouvement pluréaliste haïtien par Gérard Dougé.

## Origine
À l'origine du pluréalisme, il y a le constat dressé par le poète Gérard Dougé des limites du langage : il est difficile « de transmettre, d'une façon immédiate et concrète, son message ». Aussi l'écrivain doit-il chercher à « pallier ce manque », et ce en essayant de rester au plus près des choses concrètes et en se servant du langage comme d'un outil afin d'« éveiller les sens ».

## Personnalités
Il semblerait que l'entreprise pluréaliste soit demeurée celle de Gérard Dougé seulement. Philippe Monneveux estime toutefois que les poètes Henri Michel Augustin, Ernst Jean-Baptiste et Louis Jacques Lambert peuvent être rapprochés du mouvement.